# Elytropus
Elytropus là chi thực vật có hoa trong họ Apocynaceae.